# Suleima
Suleima is een geslacht van vlinders van de familie bladrollers (Tortricidae), uit de onderfamilie Olethreutinae.

## Soorten
- S. baracana (Kearfott, 1907)
- S. cinerodorsana Heinrich, 1923
- S. daracana (Kearfott, 1907)
- S. helianthana (Riley, 1881)
- S. lagopana (Walsingham, 1879)
- S. mendaciana Blanchard & Knudson, 1983
- S. skinnerana Heinrich, 1923